# Kismet (film, 1943)
Pour les articles homonymes, voir Kismet.
Pour plus de détails, voir Fiche technique et Distribution.
Kismet (hindi : किस्मत, ourdou : قسمت, trad. litt. : Destin) est un film hindi écrit et réalisé par Gyan Mukherjee, sorti en 1943,. Il raconte les aventures d'un gentil voleur qui tombe amoureux d'une chanteuse et va l'aider à démêler l’écheveau de sa vie. Ce film du studio Bombay Talkies bat tous les records de fréquentation de l'époque malgré les controverses dont il fait l'objet.
Pour la première fois dans le cinéma hindi, le film présente sous un jour favorable un anti-héros qui refuse de s’amender et une femme enceinte qui n'est pas mariée. Kismet est également un film patriotique qui offre à voir et à entendre Door Hato Ae Duniya Walon, Hindustan Humara Hai, une chanson ouvertement anti-coloniale.

## Synopsis
Shekhar sort de prison après avoir purgé sa peine. C'était un prisonnier modèle, mais c'est aussi un voleur dans l'âme qui ne parvient pas à regretter ses méfaits. Aussitôt libéré, il arrive en ville, et sur une place bondée, il repère le manège d'un petit homme (V.H. Desai) qui subtilise la montre d'un vieux clochard (P.F. Pithawala). En un tournemain, Shekhar dépouille le voleur et se rend chez son receleur habituel (David). Le petit homme était déjà là, désolé de ne pouvoir mettre la main la montre qu'il venait de dérober. Loin de se battre, leur attirance commune pour la filouterie les rapproche. Ils s'associent pour un futur larcin.
En sortant de l'échoppe du receleur, Shekhar tombe nez à nez avec le vieil homme désespéré d'avoir perdu sa montre. C'était un souvenir des jours heureux, quand il était le directeur du théâtre et que sa petite Rani (Kumari Kamala) dansait sur scène. C'était aussi le seul bien qui lui restait. Il voulait la vendre pour s'offrir une place et voir sa fille (Mumtaz Shanti) devenue adulte, chanter pour la première fois. Shekhar le prend en pitié et lui offre un billet. Les voilà tous les deux dans une loge à l'abri des regards. Le vieil homme n'a d'yeux que pour Rani qui se présente soutenue par une béquille, tandis que Shekhar fixe le collier de perles d'une riche spectatrice. À la fin du spectacle, le vieil homme raconte en pleurant le jour où il avait trop bu et forcé sa fille à danser si longtemps qu'elle en était restée handicapée. Il avait alors tout perdu, son théâtre et sa fille. 
À la sortie de la salle de spectacle, Shekhar croise Rani qui traverse difficilement la rue. Une voiture l'aurait écrasée s'il ne lui avait sauvé la vie en l'entraînant sur le bas-côté. Elle le remercie chaleureusement, mais il a déjà l'esprit ailleurs; du côté du collier. Il fait preuve de son expertise et soustrait le bijou. La femme crie au voleur. Shekhar s'enfuit dans la nuit avec la police aux trousses. Pour lui échapper, il entre dans une maison par la fenêtre laissée ouverte. La lumière s'allume. Deux femmes lui font face: Rani et sa sœur Leela (Chandraprabha) ...

## Fiche technique
- Titre : Kismet (hindi :किस्मत)
- Réalisation : Gyan Mukherjee
- Scénario : Gyan Mukherjee

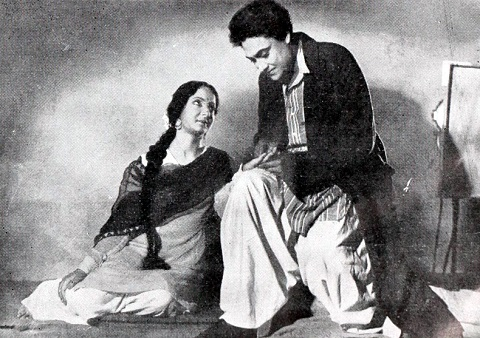
Mumtaz Shanti et Ashok Kumar dans Kismet

- Dialogues : P.L. Santoshi et Shahid Latif
- Photographie : R.D. Pareenja
- Direction musicale : Anil Biswas
- Lyrics : Kavi Pradeep
- Chorégraphie : Mumtaz Ali
- Décors : L.H. Choridia
- Costumes : R.H. Kubal
- Son : S. B. Vacha
- Montage : Dattaram N. Pai
- Production : Shashdhar Mukherjee
- Chargé de production : Madanrai Vakil
- Société de production : Bombay Talkies
- Pays d’origine :  Raj britannique
- Langue originale : hindi
- Format : Noir et blanc - 35 mm
- Genre : Film dramatique
- Durée : 143 minutes[1]
- Date de sortie : 9 janvier 1943 (Première au Roxy de Bombay)[4]
- License :  domaine public depuis 2003

## Distribution
- Ashok Kumar : Shekhar
- Mumtaz Shanti : Rani
- P.F. Pithawala : le père de Rani

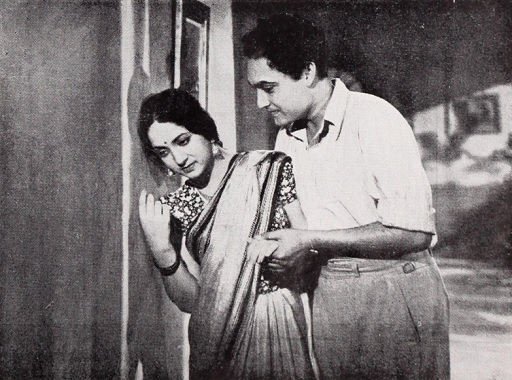
Mumtaz Shanti et Ashok Kumar dans Kismet

- Chandraprabha	: Leela, la sœur de Rani
- Kanu Roy : Mohan, le petit ami de Leela
- V.H. Desai : Banke Bahadur, l'ami de Shekar
- Mubarak : Indrajeet Babu, le père de Shekhar
- David : le receleur
- Shah Nawaz : l'inspecteur de police
- Jagannath Aurora : Prahlad, le chirurgien
- Miss Moti : la mère de Shekhar
- Haroon : le comptable d'Indrajeet Babu
- Kamala Kumari créditée sous le nom de Baby Kamla : Rani enfant
- Mehmood : Shekhar enfant

## Production
À la mort d'Himanshu Rai, Devika Rani avait été nommée directrice de production de Bombay Talkies. Afin d'améliorer l'efficacité opérationnelle du studio, elle avait décider de constituer deux unités de production travaillant en parallèle. Ces deux groupes sont rapidement entrés en concurrence au point de presque scinder le studio en deux. Lorsque Kismet est réalisé, en septembre et octobre 1942, le conflit est ouvert entre Devika Rani et plusieurs membres de Bombay Talkies dont R.B. Chuni Lall, le directeur général du studio, Ashok Kumar, la vedette masculine et Shashdhar Mukherjee, le producteur du film. La plupart des participants en ont donné des interprétations différentes si bien qu'Il est difficile de faire la part entre les querelles d'ego et les raisons plus profondes telles que les ambitions artistiques. Toujours est-il qu'en janvier 1943, un groupe d'une quinzaine de personnes emmenés par R.B. Chuni Lall claque la porte pour aller fonder Filmistan, un studio concurrent. D'autres, tels que Mumtaz Shanti quittent simplement le studio pour chercher un engagement ailleurs. De ce fait, Ashok Kumar et Mumtaz Shanti ne sont déjà plus employés par Bombay Talkies lorsque leur film bat tous les records d'entrées en salle. 

## Accueil

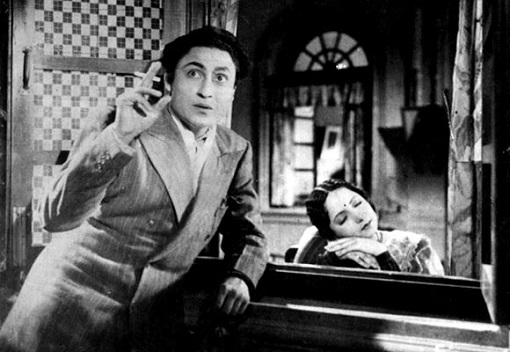
Mumtaz Shanti et Ashok Kumar dans Kismet

Le public se précipite en masse pour voir Kismet. Il s'agit du premier film indien à franchir la barre symbolique des dix millions de roupies de revenu net. Il bat le record de présence continue en salles en restant 184 semaines consécutives à l'affiche du Roxy de Calcutta. Mais ailleurs en Inde aussi c'est un immense succès totalisant par exemple 99 semaines de présence en salles à Bombay, et 53 semaines à New Delhi. Pourtant, la critique n'est pas tendre, reprochant au film de glorifier le crime, voire de mettre la jeunesse en danger en présentant un voleur sous un jour charmant et sans même le punir à la fin. Ashok Kumar qui jouait dans l'ombre des vedettes féminines de ses films précédents accède avec Kismet au rang de « superstar ».
La musique d'Anil Biswas est également un grand succès. Mais ce qui a marqué les esprits, c'est la chanson d'ouverture : Door Hato Ae Duniya Walon, Hindustan Humara Hai (trad. litt. En arrière étrangers, l'Inde est à nous). Sous couvert d'appeler à lutter contre les Allemands et les Japonais alors aux portes de l'Inde, la chanson dénonce la colonisation britannique. Le public ne s'y est pas trompé et les paroles de Kavi Pradeep font instantanément de lui un synonyme du patriotisme. On raconte même que les spectateurs demandaient au projectionniste d'arrêter le film et de jouer la chanson à nouveau. Les Anglais qui n'ont pas saisi la teneur du texte n'ont pas censuré le film, mais Kavi Pradeep a dû passer dans la clandestinité pour éviter d'être arrêté.

## Musique
Kismet comporte huit chansons composées par Anil Biswas sur des paroles de Kavi Pradeep.
- Door Hato Ae Duniya Walon, Hindustan Humara Hai - Amirbai Karnataki, Khan Mastana (2:57)
- Papihaa Re Mere Piyaa Se Kahiyo Jaay - Parul Ghosh, Kavi Pradeep (3:12)
- Dhire Dhire Aa Re Badal, Mera Bulbul Sau Raha Hai (duo) - Amirbai Karnataki, Ashok Kumar (3:37)
- Ab Tere Siwa Kaun Mera Krishan Kanhaiya - Amirbai Karnataki (2:21)
- Kum Aisi Kismet Ko Kya, Ki Jo Ek Din Hasaaye Ek Din Rulaaye - Amirbai Karnataki, chorus (3:21)
- Dhire Dhire Aa Re Badal, Mera Bulbul Sau Raha Hai - Amirbai Karnataki (1:51)
- Ai Duniya Bata, Ghar Ghar Me Diwali Hai - Amirbai Karnataki (5:34)
- Tere Dukh Ke Din Phirenge - Arun Kumar (2:37)